# Almira Almemoniz
Almira Almemoniz fou el darrer emir de Xibràna. Després de la caiguda de l'Emirat de Saraqusta el 1118 en mans d'Alfons I d'Aragó i dels emirats de Turtuixa i Làrida entre 1148 i 1149 en mans de Ramon Berenguer IV, el territori de Xibràna va restar com el darrer enclavament musulmà independent al nord de l'Ebre. L'ocupació dels territoris de l'Emirat de Xibràna va començar l'any 1153. Per la banda de la Conca de Barberà, els Cervera van arribar fins a Albarca per Capafonts i la Febró; Albert de Castellvell va envair el Priorat des del Coll de la Teixeta mentre que Ramon de Gaganot ho va fer pel Coll d'Alforja. L'assetjament el va dirigir Bertran de Castellet. La data exacta de la conquesta del castell no és segura: alguns la fixen el 29 d'abril, dia en què el comte de Barcelona va atorgar una carta de població a Bertran de Castellet; d'altres l'han situat el 23 de novembre del mateix any; i d'altres el 12 de juliol de 1154. En tot cas, és segur que en el mes de setembre de 1154 Siurana ja portava un cert temps en mans de Bertran de Castellet, per la qual cosa la data final cal situar-la entre 1153 i 1154.